# اندیس فلدسپات علی‌آباد
فلدسپات علی آباد یک اندیس غیرفلزی است که در حوالی شهر زاویه استان قم قرار دارد و مادهٔ معدنی موجود در آن، فلدسپات است.سنگ میزبان این اندیس ریولیت و ریوداسیت است و دیرینگی آن به دوران ائوبالائی می‌رسد. در این اندیس، پاراژنز‌های ایلیت+کوارتز یافت می‌شوند.